# Lycoris argentea
Lycoris argentea är en amaryllisväxtart som beskrevs av Arthington Worsley. Lycoris argentea ingår i släktet Lycoris och familjen amaryllisväxter. Inga underarter finns listade i Catalogue of Life.